# Jean-Baptiste Cornet
Jean-Baptiste Cornet (Petit-Roeulx-lez-Braine, 27 oktober 1824 - 's-Gravenbrakel, 30 augustus 1893) was een Belgisch senator en burgemeester.

## Levensloop
Cornet was een zoon van de schrijnwerker Antoine Cornet en Catherine Lesage. Hij trouwde met Adonite Delaunoy.
Hij kende een succesvolle carrière en was opeenvolgend:
- bediende bij de Carrières de Quenast,
- directeur van een onderneming van steengroeven,
- directeur van de Carrières de Quenast,
- afgevaardigd bestuurder van Société des Carrières J. Velge, J. Cornet et Compagnie in Ecaussinnes.

Hij stapte in de lokale politiek. Tussen 1866 en 1893 was hij opeenvolgend gemeenteraadslid en burgemeester in Petit-Roeulx-lez-Braine en in 's-Gravenbrakel. 
In 1882 werd hij katholiek senator voor het arrondissement Zinnik, als opvolger van Philippe Tacquenier. Het jaar daarop verloor hij het tegen de liberale kandidaat Gustave Boël. In 1884 werd hij opnieuw verkozen, ten nadele van Boël en bleef hij zetelen tot aan zijn dood in 1893. Na hem verwierf Boël opnieuw de zetel.